# شبه‌جزیره شیمابارا

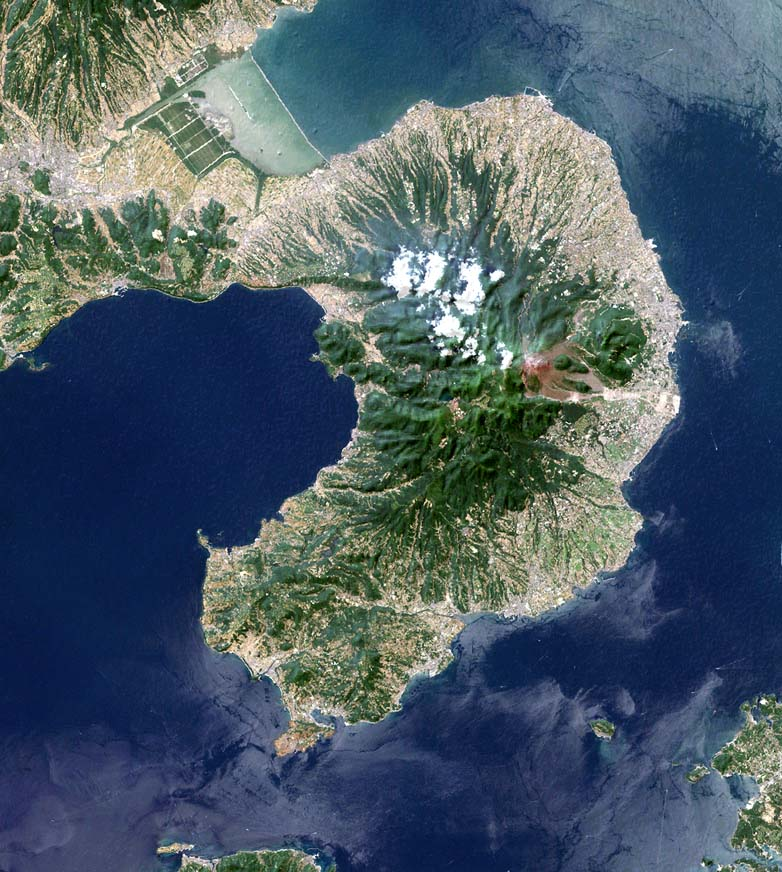

شبه‌جزیره شیمابارا (به ژاپنی: 島原半島 Shimabara-hantō) در شرق شهر ناگاساکی، استان ناگاساکی، کیوشو، ژاپن واقع شده است. در نوک شمال شرقی آن شهر شیمابارا، ناگازاکی قرار دارد. در این شبه جزیره شورش شیمابارا، یا شورش دهقانانی که توسط مسیحیان رهبری می‌شدند، در ۱۶۳۷–۱۶۳۸ رخ داد. این شورش باعث بی‌اعتمادی بیشتر شوگون سوم توکوگاوا ایه‌میتسو نسبت به مسیحیان و خارجیان شد در نتیجه در سال ۱۶۳۹ تصمیم به جدایی ژاپن از جهان خارج گرفته شد. از آن پس هلندی‌ها و چینی‌ها تنها کسانی بودند که اجازه ورود به ژاپن از طریق ناگاساکی تا زمانی که ژاپن دوباره بازگشایی شد، در یک حد بسیار محدود را داشتند.